# Savane tropicale du Kimberley
Localisation
La savane tropicale du Kimberley forme une écorégion définie par le fonds mondial pour la Nature (WWF). Elle couvre une zone de plus de 300 000 km² au nord de l'Australie-Occidentale et au nord-ouest du Territoire du Nord en Australie. Elle appartient à l'écozone australasienne et au biome des prairies, savanes et terres arbustives tropicales et subtropicales.